# Esch/Auweiler

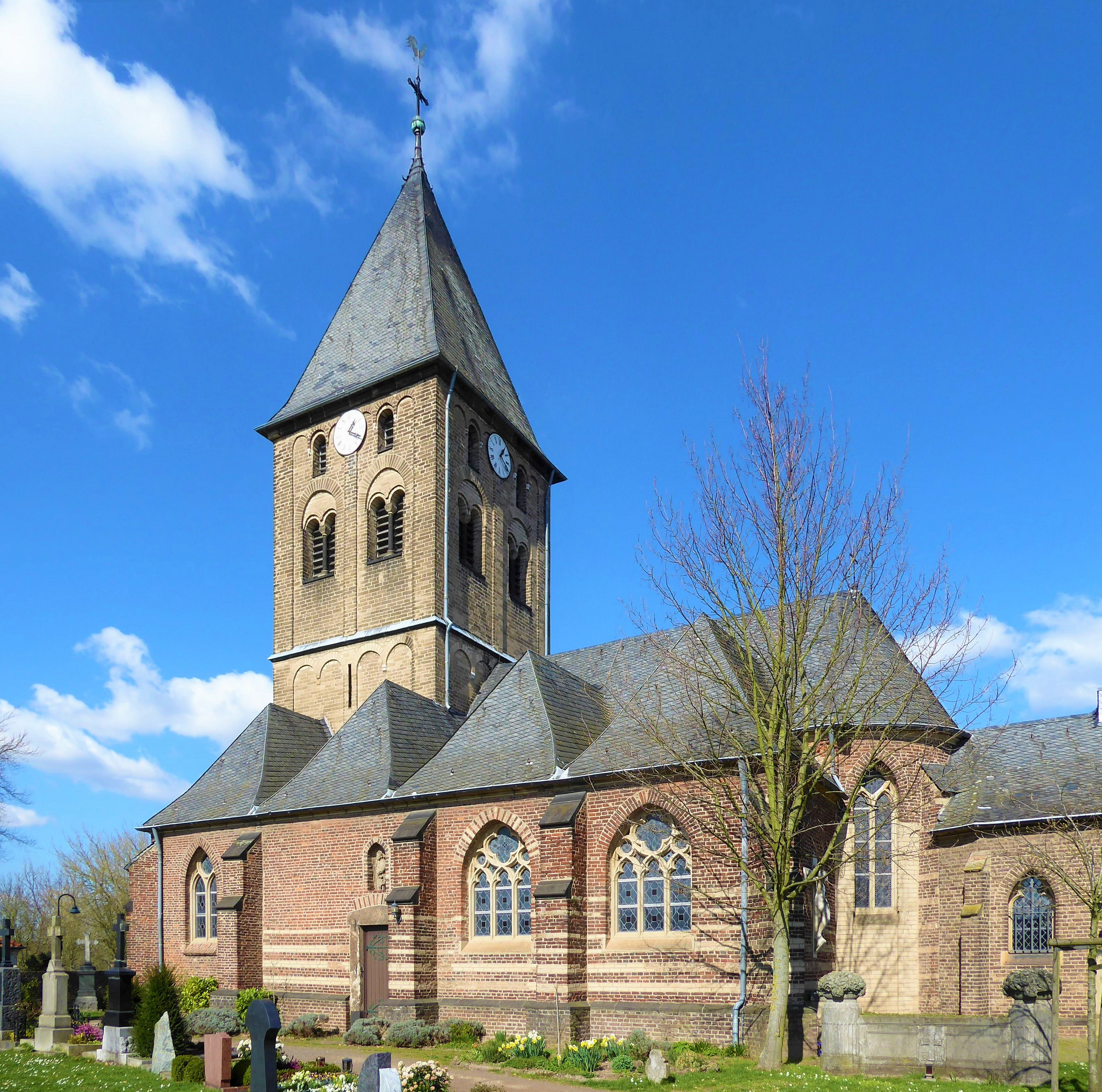
Romanische Dorfkirche Alt. St. Martinus in Esch

Esch und Auweiler sind zwei nördliche Stadtteile von Köln. Sie wurden am 1. Januar 1975 zur Stadt Köln eingemeindet und gehörten davor zur Gemeinde Sinnersdorf.

## Lage
Esch und Auweiler grenzen im Norden an der Stadtteil Roggendorf/Thenhoven und an die Bundesautobahn 57. Im Südosten befindet sich Köln-Pesch. Im Süden verläuft die Bundesautobahn A 1, der sich südlich Köln-Bocklemünd/Mengenich anschließt. Westlich von Esch liegen der kleine Ort Orr und anschließend Pulheim. Nordwestlich von Esch liegt Sinnersdorf.

## Esch
Die ältesten Fundnachweise über den Aufenthalt von Menschen im Escher Gebiet gehören der ausgehenden Jungsteinzeit an. Die Fundgebiete mit Hinterlassenschaften jener Zeit liegen bei Esch auf den westlichen und östlichen Hügelkuppen entlang des alten Rheinarmes.
Weitere ortsnahe Siedlungshinweise stammen aus der Römerzeit. Die in und bei Esch liegenden römischen Trümmerstellen gehören vermutlich zu fünf kleineren Villae rusticae. Dies waren umzäunte Gutshöfe mit Herrenhaus, Stallungen, Scheune und Gesindehaus. Sie versorgten die Bewohner der römischen Provinzhauptstadt Köln und das Militär in den Lagern der Rheingrenze mit landwirtschaftlichen Erzeugnissen. Auch in der alten Dorfkirche St. Martinus sind am nördlichen Pfeiler des Triumphbogens noch Ziegel einer römischen Fußbodenheizung freigelegt worden, die seit 1995 unter begehbaren Glasplatten teilweise einsehbar sind.
In einer Urkunde des Kölner Erzbischofs Everger für das Benediktinerkloster Groß St. Martin in Köln von 989 wird Ascha-Esch zum ersten Mal genannt. Sie gehört zur ältesten Überlieferung dieses großen und reichen Klosters. Im Mittelalter gehörte Esch zum Dingstuhl Griesberg im Amte Hülchrath.
Die Geschichte von Esch von seiner ersten Nennung im Jahre 989 bis weit in das 19. Jahrhundert hinein ist eine Geschichte seiner Höfe. Die Lage dieser Höfe ist noch heute weitgehend unverändert. Sie werden zum Teil noch bewirtschaftet.
Rund 900 Jahre war die Landwirtschaft in Esch vorherrschend. Die Menschen lebten als selbständige Landwirte, als Pächter, als Landarbeiter oder Knechte von der Landwirtschaft. Erst am Ende des 19. Jahrhunderts änderte sich mit der Industrialisierung und dem gewaltigen Anwachsen der Stadt Köln die Bevölkerungsstruktur auch in Esch.
Aber Esch ist nicht erst seit den letzten einhundert Jahren auf die Stadt Köln hin orientiert. Schon zur Zeit der ersten Nennung vor 1000 Jahren bestanden enge Beziehungen zu Köln, so dass Esch im Einflussbereich der Stadt stand. Der Grund und Boden – und weitgehend auch die Menschen darauf – gehörten Kölner Stiften und Klöstern, allen voran dem Kloster Groß St. Martin. Auch waren es weitgehend Angehörige des Kölner Patriziats, die ihr im Handel erworbenes Vermögen in Grundbesitz im Kölner Umland anlegten und somit den Übergang zum Landadel schufen.

### Römisch-katholische Kirchengemeinde
Der römisch-katholischen Kirche in Esch wurde der Name St. Martinus verliehen. Die mittelalterliche Martinus-Kirche dominiert nach wie vor den alten Ortskern. Das Gebäude zeigt Spuren zahlreicher Umbauten und Erweiterungen; die älteste Bausubstanz stammt aus dem 11. Jahrhundert. Um 1200 wurde die kleine Saalkirche erhöht und durch ein Seitenschiff an der Nordseite erweitert, das im 13. Jahrhundert um ein südliches Seitenschiff und einen romanischen Viereckturm ergänzt wurde. Im Laufe der folgenden Jahrhunderte gab es verschiedene Umgestaltungen. Bei der letzten Restaurierung in den 1990er Jahren wurde der Zustand nach den gotischen Veränderungen aufgegriffen, das Gewölbe wurde neu mit Blumenmotiven dekoriert. Als aufgrund der Erweiterung des Ortskerns durch einige Neubausiedlungen die alte Dorfkirche zu klein wurde, entstand von 1967 bis 1968 die neue Pfarrkirche St. Mariä Namen nach einem Entwurf des Architekten Hans Schilling. Gegenüber der neuen katholischen Kirche steht seit 1997 das Martinushaus. Die Gemeinde St. Martinus gehört dem kath. Kirchenverband Kreuz-Köln-Nord an, dem auch die Gemeinden St. Cosmas und Damian (Volkhoven/Weiler) und St. Elisabeth (Pesch) angehören.

### Escher See

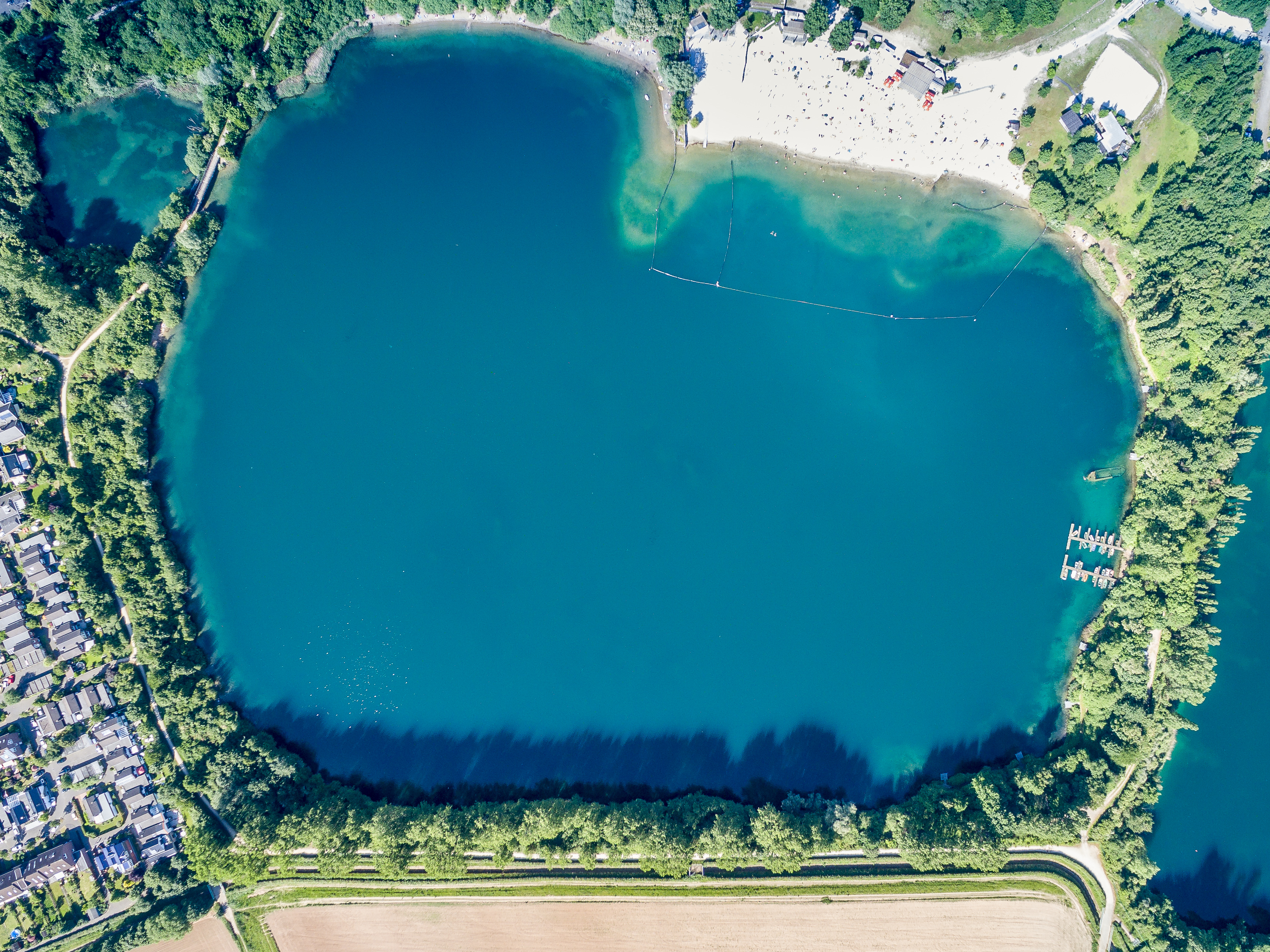
Escher See

Esch liegt auf dem Gebiet eines ehemaligen Rheinarms. Daher kamen in der Umgebung hochwertiger Sand und Kies vor. Durch den Abbau entstanden mehrere Baggerseen.
Als Esch 1975 eingemeindet wurde, hat sich die Stadt Köln drei Jahre später verpflichtet, ein Erholungsgebiet zu planen und zu bauen. So entstand 1986 das Freizeitgebiet Stöckheimer Höfe, in dem die ehemaligen Baggerseen von Esch-Auweiler, Pesch und Pulheim eingebettet sind. Im Jahre 2003 wurde der Badebetrieb durch die KölnBäder GmbH eingestellt.
Seit 2007 wird das Freibad unter dem Namen Sundown Beach durch einen privaten Unternehmer betrieben. Außer von Badegästen wird der See auch von Anglern genutzt. Ein Rundwanderweg führt um den Escher See herum.

## Auweiler
Die Geschichte von Auweiler ist eng mit der seines Nachbardorfes Esch verbunden. Im Jahr 989 schenkte Erzbischof Everger den Fronhof Esch und einen größeren Grundbesitz an das Kloster Groß St. Martin in Köln. Es wird vermutet, dass auch Höfe und Ländereien in Auweiler und anderen umliegenden Siedlungen dazugehörten.
Die erste bekannte urkundliche Erwähnung erfuhr Auweiler 1312, damals als das Acker- und Gartenland Ourwiler. In der Richenchronik von 1638 wird ein Hanerhof in Auweiler genannt. Im Mittelalter gehörte Auweiler zum Amt Hülchrath, das im 18. Jahrhundert in mehrere Hauptgerichte gegliedert war. Auweiler unterstand zu dieser Zeit dem Hauptgericht (Dingstuhl) Griesberg; in der Zivilgerichtsbarkeit und der Landeshoheit dem Herzogtum Berg. Das gesamte Gebiet war geprägt von Hofsiedlungen; der Haupthof der Pfarrei Esch wird in Auweiler vermutet.
Nachdem das linke Rheinufer an Frankreich gefallen war, gehörte Auweiler und Esch zusammen mit 16 anderen Gemeinden zum Kanton Dormagen im Arrondissement Cologne. Nach dem Wiener Kongress 1815, als Kurköln an Preußen überging, wurden Esch und Auweiler verwaltungstechnisch getrennt: Esch ging an die Bürgermeisterei Stommeln, Auweiler und die Stöckheimer Höfe an Pulheim.
Vor der Eingemeindung in die Stadt Köln 1975 gehörte Auweiler – auch Esch und Pesch – seit 1964 zur Gemeinde Sinnersdorf. Heute hat der Ort 1.560 Einwohner in 678 Haushalten und ist einer der wenigen Orte in der Großstadt Köln, in dem es keine Ampeln und kein Hochhaus gibt.
Um den zentralen offenen Dorfplatz, der durch Zuschüttung ehemaliger Teiche und Weiher entstanden sein soll, gruppieren sich mehrere größere Gehöftanlagen so wie eine Reihe von kleineren meist älteren Häusern. Mittelpunkt dieses Dorfangers ist jedoch der über die Grenzen Kölns hinaus bekannte Pohlhof, in dem heute eine Gaststätte mit Biergarten betrieben wird.
In Auweiler werden dörfliche Traditionen durch Vereine, Feste und freundschaftliche Verbindungen zur Nachbargemeinde Esch gepflegt.

## Bevölkerungsstatistik
Struktur der Bevölkerung von Köln-Esch/Auweiler (2021):
- Durchschnittsalter der Bevölkerung: 44,8 Jahre (Kölner Durchschnitt: 41,4 Jahre)
- Ausländeranteil: 10,1 % (Kölner Durchschnitt: 19,3 %)
- Arbeitslosenquote: 5,5 % (Kölner Durchschnitt: 8,6 %)

## Verkehr
Esch und Auweiler werden von drei Buslinien der Kölner Verkehrs-Betriebe angefahren:
- 125 Weiler – Chorweiler – Longerich – Pesch – Esch – Pulheim-Sinnersdorf
- 126 Bocklemünd – Mengenich – Auweiler – Esch – Weiler – Chorweiler
- 123 (Nachtbus)

## Ehrenbürger
- Konstantin Eßer, Gemeinde Sinnersdorf, Ortschaft Esch, seit dem 1. Januar 1964
- Franz Päffgen, Gemeinde Sinnersdorf, Ortschaft Esch, seit dem 1. Januar 1964
- Heinrich Schauff, Gemeinde Sinnersdorf, Ortschaft Auweiler, seit dem 1. Januar 1964